# Жереми Доку
Жереми Бафур Доку (фр. Jérémy Baffour Doku; Антверпен, 27. мај 2002) професионални је белгијски фудбалер који тренутно игра у енглеској Премијер лиги за Манчестер Сити и репрезентацију Белгије на позицији крилног играча.